# Сев'єр (округ, Теннессі)
Шаблон:StateAbbr_ 35°47′ пн. ш. 83°31′ зх. д. / 35.78° пн. ш. 83.52° зх. д.
Округ Сев'єр (англ. Sevier County, /səˈvɪər/) — округ (графство) у штаті Теннессі, США. Ідентифікатор округу 47155.

## Історія
Округ утворений 1794 року.

## Демографія
За даними перепису 2000 року загальне населення округу становило 71170 осіб, зокрема міського населення було 24984, а сільського — 46186. Серед мешканців округу чоловіків було 34839, а жінок — 36331. В окрузі було 28467 домогосподарств, 20836 родин, які мешкали в 37252 будинках. Середній розмір родини становив 2,88.
Віковий розподіл населення поданий у таблиці:
| Стать    | До 15 років | 15-21 | 22-29 | 30-39 | 40-49 | 50-65 | 65-85 | Понад 85 |
| -------- | ----------- | ----- | ----- | ----- | ----- | ----- | ----- | -------- |
| Чоловіки | 7070        | 3234  | 3624  | 5370  | 5307  | 6355  | 3649  | 230      |
| Жінки    | 6498        | 2997  | 3620  | 5370  | 5846  | 6884  | 4503  | 613      |

## Суміжні округи
- Джефферсон — північ
- Кок — схід
- Гейвуд, Північна Кароліна — південний схід
- Свейн, Північна Кароліна — південь
- Блаунт — захід
- Нокс — північний захід

## Виноски
1. ↑  U.S. Decennial Census. United States Census Bureau. Процитовано 14 квітня 2015.
2. ↑  Historical Census Browser. University of Virginia Library. Архів оригіналу за 11 серпня 2012. Процитовано 14 квітня 2015.
3. ↑  Forstall, Richard L., ред. (27 березня 1995). Population of Counties by Decennial Census: 1900 to 1990. United States Census Bureau. Процитовано 14 квітня 2015.
4. ↑  Census 2000 PHC-T-4. Ranking Tables for Counties: 1990 and 2000 (PDF). United States Census Bureau. 2 квітня 2001. Процитовано 14 квітня 2015.
5. ↑  State & County QuickFacts. United States Census Bureau. Архів оригіналу за 10 серпня 2011. Процитовано 7 грудня 2013. [Архівовано 2011-08-10 у Wayback Machine.](англ.) Наведено за англійською вікіпедією.
6. ↑  American FactFinder. Бюро перепису населення США. Архів оригіналу за 26 лютого 2012. Процитовано 31 січня 2008. [Архівовано 2008-05-21 у Wayback Machine.]

| США | Це незавершена стаття з географії США. Ви можете допомогти проєкту, виправивши або дописавши її. |